# Thomas Sørum
Thomas Braathen Sørum (Drammen, 17 novembre 1982) è un calciatore norvegese, attaccante dello Stoppen.

## Carriera

### Club

#### Strømsgodset
Sørum ha iniziato la sua carriera professionistica con la maglia dello Strømsgodset ed ha effettuato il suo debutto in squadra il 9 maggio 2001, subentrando a Lasse Olsen nella vittoria per 0-3 in casa del Kongsberg, nell'edizione stagionale del Norgesmesterskapet. Esattamente quindici giorni dopo ha esordito nell'Eliteserien: ha sostituito infatti Veigar Páll Gunnarsson nella vittoria per 0-1 in casa del Tromsø. Il 13 giugno ha segnato una doppietta nella coppa nazionale ai danni dello Sprint-Jeløy, permettendo al Godset di imporsi per 1-2 e superare così il turno. Al termine del campionato, la sua squadra è retrocesso nella 1. divisjon e Sørum ha avuto maggiore spazio. Il 16 maggio 2002 ha realizzato la prima marcatura nella lega, fissando il punteggio sul 2-0 finale in occasione del successo contro il Tollnes.
Dopo diverse annate contraddistinte da alterne fortune, nel corso del 2006 è stato ceduto in prestito al Manglerud Star, sempre in 1. divisjon. Ha debuttato il 2 luglio dello stesso anno, nel 3-2 rifilato al Moss: è stata sua la marcatura del momentaneo 1-0. In questo periodo, con la maglia del Manglerud Star, ha giocato 19 partite ed ha segnato 15 reti (25 partite e 19 reti in stagione, considerati anche gli incontri con la maglia dello Strømsgodset). È tornato così allo Strømsgodset, che nel frattempo è stato  promosso nell'Eliteserien. È rimasto altre due stagioni, nelle quali ha collezionato per la maggior parte scampoli di partita.

#### Haugesund
Nel 2009, allora, si è legato all'Haugesund, all'epoca militante nella 1. divisjon. Il primo incontro per il nuovo club lo ha disputato il 5 aprile, nel pareggio per 2-2 in casa del Tromsdalen: Sørum ha siglato una rete nel match. Ha contribuito alla vittoria del campionato della sua squadra e alla conseguente promozione nella massima divisione. Nell'Eliteserien 2010 ha siglato 11 reti in 28 gare. Ha iniziato anche l'annata seguente con questa casacca, mettendo a referto 10 reti in 20 incontri.

#### Helsingborg e ancora allo Strømsgodset
Il 30 agosto 2011 si è trasferito agli svedesi dell'Helsingborg. Ha debuttato nell'Allsvenskan il 9 settembre, subentrando a Simon Thern nel pareggio per 1-1 in casa dell'Häcken. Il 18 settembre è arrivato il primo gol nella massima divisione svedese, nel successo per 3-0 sul Mjällby. La squadra ha chiuso la stagione vincendo il campionato e la coppa nazionale. Il 25 febbraio 2013 ha fatto ufficialmente ritorno allo Strømsgodset. Il 15 agosto 2016 ha rescisso il contratto che lo legava al club, poiché insoddisfatto del suo minutaggio in stagione.

#### Mjøndalen e Stoppen
Lo stesso 15 agosto 2016, Sørum ha firmato un contratto valido per il successivo anno e mezzo con il Mjøndalen, in 1. divisjon. L'11 agosto 2017 ha annunciato il proprio ritiro dal calcio professionistico. Ha però continuato a giocare nello Stoppen, in 5. divisjon.

### Nazionale
Sørum ha giocato 2 partite (senza mai andare in rete) con la Norvegia under 17, esordendo il 10 agosto 1999 contro i pari età del Brasile. È stato poi tra i convocati della Nazionale maggiore per la King's Cup 2012, esordendo nella stessa il 15 gennaio 2012, quando è stato schierato titolare nel pareggio per 1-1 contro la Danimarca.

## Statistiche

### Presenze e reti nei club
Statistiche aggiornate al 20 novembre 2017.
| Stagione            | Club                | Campionato          | Campionato | Campionato | Coppe nazionali | Coppe nazionali | Coppe nazionali | Coppe continentali | Coppe continentali | Coppe continentali | Supercoppe | Supercoppe | Supercoppe | Totale | Totale |
| Stagione            | Club                | Comp                | Pres       | Reti       | Comp            | Pres            | Reti            | Comp               | Pres               | Reti               | Comp       | Pres       | Reti       | Pres   | Reti   |
| ------------------- | ------------------- | ------------------- | ---------- | ---------- | --------------- | --------------- | --------------- | ------------------ | ------------------ | ------------------ | ---------- | ---------- | ---------- | ------ | ------ |
| 2001                | Strømsgodset        | ES                  | 11         | 0          | CN              | 4               | 3               | -                  | -                  | -                  | -          | -          | -          | 15     | 3      |
| 2002                | Strømsgodset        | 1D                  | 18         | 3          | CN              | 5               | 2               | -                  | -                  | -                  | -          | -          | -          | 23     | 5      |
| 2003                | Strømsgodset        | 1D                  | 9          | 0          | CN              | 2               | 1               | -                  | -                  | -                  | -          | -          | -          | 11     | 1      |
| 2004                | Strømsgodset        | 1D                  | 14         | 1          | CN              | 2               | 0               | -                  | -                  | -                  | -          | -          | -          | 16     | 1      |
| 2005                | Strømsgodset        | 1D                  | 28         | 11         | CN              | 2               | 1               | -                  | -                  | -                  | -          | -          | -          | 30     | 12     |
| gen.-lug. 2006      | Strømsgodset        | 1D                  | 6          | 0          | CN              | 3               | 3               | -                  | -                  | -                  | -          | -          | -          | 9      | 3      |
| lug.-dic. 2006      | Manglerud Star      | 1D                  | 19         | 15         | CN              | -               | -               | -                  | -                  | -                  | -          | -          | -          | 19     | 15     |
| 2007                | Strømsgodset        | ES                  | 16         | 3          | CN              | 2               | 4               | -                  | -                  | -                  | -          | -          | -          | 18     | 7      |
| 2008                | Strømsgodset        | ES                  | 12         | 1          | CN              | 3               | 2               | -                  | -                  | -                  | -          | -          | -          | 15     | 3      |
| 2009                | Haugesund           | 1D                  | 29         | 24         | CN              | ?               | 3               | -                  | -                  | -                  | -          | -          | -          | ?      | 27     |
| 2010                | Haugesund           | ES                  | 28         | 11         | CN              | 3               | 2               | -                  | -                  | -                  | -          | -          | -          | 31     | 13     |
| gen.-ago. 2011      | Haugesund           | ES                  | 20         | 10         | CN              | 4               | 3               | -                  | -                  | -                  | -          | -          | -          | 24     | 13     |
| Totale Haugesund    | Totale Haugesund    | Totale Haugesund    | 77         | 45         |                 | ?               | 8               |                    | -                  | -                  |            | -          | -          | ?      | 53     |
| ago.-dic. 2011      | Helsingborg         | A                   | 5          | 1          | SC              | 2               | 0               | UEL                | -                  | -                  | S          | -          | -          | 7      | 1      |
| 2012                | Helsingborg         | A                   | 23         | 2          | SC              | 1               | 0               | UCL                | 6+3                | 4+2                | S          | 1          | 0          | 34     | 8      |
| Totale Helsingborg  | Totale Helsingborg  | Totale Helsingborg  | 28         | 3          |                 | 3               | 0               |                    | 9                  | 6                  |            | 1          | 0          | 51     | 9      |
| 2013                | Strømsgodset        | ES                  | 6          | 0          | CN              | 1               | 2               | UEL                | 0                  | 0                  | -          | -          | -          | 7      | 2      |
| 2014                | Strømsgodset        | ES                  | 14         | 6          | CN              | 1               | 2               | UCL                | 2                  | 0                  | -          | -          | -          | 17     | 8      |
| 2015                | Strømsgodset        | ES                  | 12         | 3          | CN              | 0               | 0               | UEL                | 5                  | 1                  | -          | -          | -          | 17     | 4      |
| gen.-ago. 2016      | Strømsgodset        | ES                  | 4          | 0          | CN              | 0               | 0               | UEL                | 0                  | 0                  | -          | -          | -          | 4      | 0      |
| Totale Strømsgodset | Totale Strømsgodset | Totale Strømsgodset | 150        | 28         |                 | 25              | 20              |                    | 7                  | 1                  |            | -          | -          | 182    | 49     |
| ago.-dic. 2016      | Mjøndalen           | 1D                  | 5          | 4          | CN              | -               | -               | -                  | -                  | -                  | -          | -          | -          | 5      | 4      |
| gen.-ago. 2017      | Mjøndalen           | 1D                  | 4          | 0          | CN              | 0               | 0               | -                  | -                  | -                  | -          | -          | -          | 4      | 0      |
| Totale Mjøndalen    | Totale Mjøndalen    | Totale Mjøndalen    | 9          | 4          |                 | 0               | 0               |                    | -                  | -                  |            | -          | -          | 9      | 4      |
| set.-dic. 2017      | Stoppen             | 5D                  | ?          | ?          | -               | -               | -               | -                  | -                  | -                  | -          | -          | -          | ?      | ?      |
| Totale              | Totale              | Totale              | 283+       | 95+        |                 | ?               | ?               |                    | 16                 | 7                  |            | 1          | 0          | ?      | ?      |

### Cronologia presenze e reti in Nazionale
| Cronologia completa delle presenze e delle reti in nazionale ― Norvegia | Cronologia completa delle presenze e delle reti in nazionale ― Norvegia | Cronologia completa delle presenze e delle reti in nazionale ― Norvegia | Cronologia completa delle presenze e delle reti in nazionale ― Norvegia | Cronologia completa delle presenze e delle reti in nazionale ― Norvegia | Cronologia completa delle presenze e delle reti in nazionale ― Norvegia | Cronologia completa delle presenze e delle reti in nazionale ― Norvegia | Cronologia completa delle presenze e delle reti in nazionale ― Norvegia |
| Data                                                                    | Città                                                                   | In casa                                                                 | Risultato                                                               | Ospiti                                                                  | Competizione                                                            | Reti                                                                    | Note                                                                    |
| ----------------------------------------------------------------------- | ----------------------------------------------------------------------- | ----------------------------------------------------------------------- | ----------------------------------------------------------------------- | ----------------------------------------------------------------------- | ----------------------------------------------------------------------- | ----------------------------------------------------------------------- | ----------------------------------------------------------------------- |
| 15-1-2012                                                               | Bangkok                                                                 | Danimarca                                                               | 1 – 1                                                                   | Norvegia                                                                | Amichevole                                                              | -                                                                       | 46’                                                                     |
| Totale                                                                  |                                                                         | Presenze                                                                | 1                                                                       |                                                                         | Reti                                                                    | 0                                                                       |                                                                         |

## Palmarès

### Club

#### Competizioni nazionali
- 1. divisjon: 1

Haugesund: 2009
- Campionato svedese: 1

Helsingborg: 2011
- Svenska Cupen: 1

Helsingborg: 2011
- Supercupen: 1

Helsingborg: 2012
- Campionato norvegese: 1

Strømsgodset: 2013

### Individuale
- Capocannoniere della 1. divisjon: 1

2009 (24 reti)